# Beweislastumkehr
Die Beweislastumkehr ist eine Ausnahme von dem rechtlichen Grundsatz, dass grundsätzlich jede Partei die Beweislast für die tatsächlichen Voraussetzungen der ihr günstigen Rechtsnorm trägt. Dabei verbleibt bei jeder Partei allemal die Darlegungslast. Vorschriften, die eine Beweislastumkehr anordnen, werden in der englischen Sprache reverse onus clauses genannt.

## Deutschland

### Zivilrecht
Im deutschen Recht existieren mehrere Beweislastsonderregeln. So existieren ausdrückliche Beweislastregeln, wie § 179 Abs. 1 BGB oder § 280 Abs. 1 Satz 2 BGB, widerlegliche gesetzliche Vermutungen wie § 630h Abs. 1 oder Abs. 5 BGB oder § 1006 BGB oder Normen, die im Rahmen eines Regel/Ausnahme-Verhältnis, wie § 932 Abs. 1 Satz 1 BGB oder § 950 Abs. 1 Satz 1 BGB, die Verteilung von Beweislast je nach Sachlage ändern. Teilweise werden alle diese Sonderregeln zur Beweislast bereits als Beweislastumkehr bezeichnet. Daran wird jedoch kritisiert, dass diese Normen nur besondere Beweislastregeln und nicht die „Umkehr“ einer vorgeschriebenen gesetzlichen Regel darstellen. Im Zuge dieser Kritik wird auch beanstandet, dass der Gesetzgeber bei neu erlassenen Normen wie § 477 BGB oder § 327k von Beweislastumkehr spricht. Von Beweislastumkehr sei nach dieser in der Wissenschaft vertretenen Ansicht nur dann zu sprechen, wenn die Rechtsprechung von der gesetzlichen Regelung abweicht. Für diese Fälle der Rechtsprechung wird daher auch von der „Beweislastumkehr im engeren Sinne“ gesprochen.
Nach der, unter anderem auch von Hanns Prütting vertretenen Auffassung, sei die Beweislastumkehr eine Abweichung vom Gesetz und käme somit nur als seltene Fallgruppe der richterlichen Rechtsfortbildung vor. Prütting selbst beschreibt nur die Fälle der Arzthaftung, Produkthaftung, der allgemeinen Berufshaftung und der Verletzung von Aufklärungs- und Beratungspflichten als Fälle der Beweislastumkehr. Nach Prütting sei eine Abweichung vom Gesetz nur selten einzusetzen, wenn eine richterliche Rechtsfortbildung erforderlich sein soll. Eine Abweichung vom Gesetz sei aber nicht aus Gerechtigkeits- oder Billigkeitsgründen vorzunehmen, sondern bedürfe einer generellen Begründung. Aus diesem Grund lehnt Prütting die Annahme der Beweislastumkehr bei der allgemeinen Berufshaftung ab.
Soweit auch die gesetzlichen Normen als Beweislastumkehr bezeichnet werden, wird die Beweislastumkehr als Form der Beweiserleichterung eingeordnet. Dies wird jedoch kritisiert. Eine solche Einordnung würde die Frage von Beweiswürdigung, zu der die Beweiserleichterung gehört und die Frage von abstrakter Beweislastverteilung vermischen. Die Beweislastumkehr greife erst dann, wenn die Beweiswürdigung nach Ausschöpfung der verfügbaren Beweismittel nicht zu einem Ergebnis geführt habe.
Der Bundesgerichtshof stuft die Beweislastumkehr als Teil der Beweiserleichterungen ein und hält eine Umkehr immer dann für sinnvoll, wenn einer Partei die Beweislast nicht „zugemutet werden könne“. Ob der Bundesgerichtshof mit der Beweislastumkehr die Umkehr der objektiven Beweislast oder der konkreten Beweisführungslast meint, wird nach der Analyse Ingo Saengers nicht klar, das Gericht würde je nach Fall unterschiedliche Folgen an den Begriff knüpfen.

#### Gesetzliche Regeln
Eine gesetzliche Regelung, die in ihrer amtlichen Überschrift von Beweislastumkehr spricht, ist § 477 BGB. Diese Norm besagt, dass bei Schäden, die sich innerhalb eines Jahres nach Gefahrübergang an einer Sache zeigen, vermutet wird, dass die Sache bereits vor Gefahrübergang mangelhaft war, sofern es sich um einen Verbrauchsgüterkauf handelt. Dies bedeutet, dass bei einer Reklamation innerhalb von zwölf Monaten ab Kauf der Verkäufer beweisen muss, dass die Sache beim Kauf frei von Mängeln war. Gäbe es diese Norm nicht, müsste der Käufer beweisen, dass der Mangel schon bei Gefahrübergang vorlag, da er sich auf diese Tatsache als Anspruchsvoraussetzung beruft. Zu beachten ist jedoch, dass die Beweislast bezüglich des Mangels weiterhin der Käufer trägt. Er muss beweisen, dass die Sache mangelhaft ist.
Weitere gesetzliche Beweislastregeln finden sich in § 363 BGB und § 2336 Abs. 3 BGB.

#### Arzthaftung
In vielen Fällen befindet sich der Kläger typischerweise in einer Beweisnot. So kann er bei der Arzthaftung zwar den Behandlungsfehler des Arztes oft beweisen; die Kausalität zwischen Behandlungsfehler und Schaden kann jedoch nur schwierig bewiesen werden, da die Folgen eines Eingriffs in den lebenden Organismus nur sehr selten mit letzter Genauigkeit nachvollzogen werden können. Der Patient muss zuvor den erheblichen  Behandlungsfehler darlegen, meist durch Vorlage eines Gutachtens eines Medizinischen Sachverständigen. Ob ein grober Behandlungsfehler vorliegt, entscheidet das Gericht. Aufgrund der in bestimmten Fällen, u. a. bei groben Behandlungsfehlern, richterlich angeordneten Beweislastumkehr obliegt es dann dem Arzt, die fehlende Ursächlichkeit zu beweisen.
Die typischen Bedingungen für eine richterliche Anordnung der Beweislastumkehr sind:
- unterlassene Aufklärung des Patienten vor Beginn der speziellen Diagnose oder Behandlung und dazu fehlender Nachweis
- unterlassene Befunderhebung[5]
- offensichtlich falsche Behandlung, also grobe Behandlungsfehler und auch Medikationsfehler
- Keimübertragung durch Infektion in einem beherrschbaren Bereich[6][7]
- Verwendung fehlerhafter Geräte, falsche oder nicht dokumentierte Geräteeinstellungen oder unterlassene Gerätewartung (abgelaufene Prüfzeichenfristen)
- unvollständige oder verfälschte Dokumentation, einschließlich nachgetragener Änderungen oder angeblich verlorener Dokumente und ungesicherter oder unregistrierter Zugang zu Änderungsmöglichkeiten in Datenbanken der Fallakten

Dabei muss der Geschädigte nach Stand der Vorgehensweise der beruflichen oder betrieblichen Haftpflichtversicherungen regelmäßig davon ausgehen, dass die Beweislastumkehr erst im Gerichtsverfahren angeordnet wird.
Beispielsweise muss der Arzt in Zusammenhängen mit den Impfempfehlungen der STIKO dann beweisen, dass die Krankheit auch eingetreten wäre, wenn diese Impfempfehlungen befolgt worden wären. Hintergrund ist, dass die STIKO nach § 4 Infektionsschutzgesetz (vormals: Bundesinfektionsschutzgesetz) als amtliches Organ eingesetzt ist.

#### Allgemeine Berufshaftung
Neben der Arzthaftung hat die Rechtsprechung eine Beweislastumkehr angenommen in Fällen, wo Berufspflichten in grober Weise missachtet wurden. Diese verletzten Pflichten hatten den Schutz der Rechtsgüter Körper und Gesundheit zum Zweck. Solche Berufspflichten haben nach der Rechtsprechung unter anderem Bademeister, Apotheker, Veterinärmediziner oder Rettungssanitäter. Diskutiert, aber abgelehnt wurde eine Ausweitung auf Sportlehrer.

#### Produkthaftung
Bei der Produkthaftung muss der Geschädigte nur beweisen, dass eines seiner Rechtsgüter verletzt ist und er dadurch einen Schaden erlitten hat, der Hersteller ein fehlerhaftes Produkt in den Umlauf gebracht hat, und dass eine Kausalität zwischen fehlerhaftem Produkt, Rechtsgutsverletzung und Schaden besteht. Hinsichtlich der Frage, ob den Hersteller ein Verschulden an der Fehlerhaftigkeit des Produkts trifft, liegt eine für den Geschädigten unzumutbare Beweisnot vor. Daher wird hier eine Beweislastumkehr angenommen. Der Hersteller muss nunmehr beweisen, dass das Produkt bei Inverkehrbringung frei von Konstruktions-, Fabrikations- und Instruktionsfehlern war.
Eine ähnliche Wirkung wie die Beweislastumkehr entfalten die Fälle der gesetzlichen Vermutung (z. B. in § 1006 BGB). Deren Auswirkungen auf die Beweislast sind in § 292 ZPO geregelt. Danach kann derjenige, gegen den die Vermutung spricht, noch das Gegenteil beweisen. Er trägt somit die Beweislast für die Widerlegung der Vermutung. Gesetzliche Vermutungen bewirken daher in der Regel eine Beweislastumkehr.

#### Verletzung von Aufklärungs- und Beratungspflichten
Sofern der Anspruchssteller aufzeigt, dass vertragliche Pflichten zur Aufklärung oder Beratung verletzt wurden, so muss der Anspruchssteller nicht beweisen, dass ein Schaden bei pflichtgemäßem Verhalten nicht eingetreten wäre. Vielmehr ist eine Beweislastumkehr angeordnet, wonach der Schädiger, abweichend von der allgemeinen Regel, beweisen muss, dass ein Schaden auch bei pflichtgemäßem Verhalten eingetreten wäre. Ingo Saenger kritisiert die Einordnung als Beweislastumkehr, vielmehr handele es sich um einen Fall des Anscheinsbeweises. Saenger führt weiter aus, dass die Rechtsprechung bei dieser Fallgruppe uneinheitlich sei und einige Urteile die als Beweislastumkehr bezeichnete Figur auch im Wege eines Anscheinsbeweises würdigen.

### Strafrecht
Dem deutschen Strafrecht ist die Beweislastumkehr grundsätzlich fremd. Eine Ausnahme könne die Regelung des § 186 StGB sein, dass eine Strafbarkeit der Üblen Nachrede entfallen würde, wenn der Angeklagte beweist, dass die verbreitete Tatsache wahr ist. In ihr wird nach einer Ansicht eine strafrechtliche Beweislastumkehr gesehen, nach einer anderen Ansicht stellt sie keine Umkehr der Beweislast dar.

## Kanada
Regeln, die Beweislastumkehr anordnen (reverse onus clauses) wurden im kanadischen Recht insbesondere seit Beginn der 60er Jahre im Strafrecht eingeführt. Als Beispiel wird unter anderem eine Regel des Criminal Code genannt, der jeden Besitz eines Einbruchswerkzeuges ohne eine Rechtfertigung (lawful excuse) als Indictable offence einstuft. Die Beweislast für eine Rechtfertigung liegt beim Beschuldigten.
Diese Regelungen im kanadischen Strafrecht werden kritisiert, so seien sie ein Verstoß gegen die Unschuldsvermutung. Die Unschuldsvermutung würde verlangen, dass die Krone jedes Tatbestandsmerkmal beweisen muss und eine Beweislastumkehr würde eine widerlegliche Schuldvermutung darstellen und damit die Unschuldsvermutung verletzen.
Im Fall R. v. Oakes vor dem kanadischen obersten Gerichtshof hatte das Gericht mit einer reverse onus clause zu tun. Das kanadische Drogenstrafrecht sah vor, dass sofern der Besitz einer Droge bewiesen war, auch die Absicht damit zu Handeln vermutet wurde. Der Angeklagte musste den Gegenbeweis führen. Das Gericht hielt diese Regelung, in der der Angeklagte die Beweislast (persuasive burden) für ein zentrales Tatbestandsmerkmal trug, für verfassungswidrig. Eine Beweislastumkehr und somit ein Eingriff in die Unschuldsvermutung ist im kanadischen Strafrecht nur dann möglich, wenn das Gesetz ordnungsgemäß erlassen wurde, der Zweck des Eingriffs bedeutend ist für die die freiheitliche und demokratische Gesellschaft und das Eingriffsmittel ein „rationales, sorgsam ausgewähltes Mittel zur Erreichung des Zwecks“ darstellt, ein möglichst mildes Mittel ist und Verhältnismäßigkeit gegeben ist.

## Welthandelsrecht
Die Frage einer Beweislastumkehr wurde auch vom obersten Gericht des Streitbeilegungsverfahrens der Welthandelsorganisation – dem Appellate Body – erörtert. So wurde im Grundsatzurteil EC – Beef Hormones diskutiert, ob der Umstand, dass ein Staat, oder hier der Respondent, die Europäische Gemeinschaft, nicht im Einklang ist mit den Pflichten und Standards aus internationalen Gesundheitskonventionen, dazu führt, dass vermutet wird, dass dieser Staat keine Risikobewertung nach Art. 5 SPS Agreement durchgeführt habe. Das lehnte das Gericht aber ab.